# Sobór Zaśnięcia Matki Bożej w Riazaniu
Sobór Zaśnięcia Matki Bożej – prawosławny sobór w Riazaniu.
Sobór został wzniesiony w stylu późnego baroku rosyjskiego na miejscu starszego, drewnianego soboru pod tym samym wezwaniem. Budowę rozpoczęło w 1684 trzech budowniczych o nazwiskach Susanin, Szarypin i Kalinin, których trzy lata później zastąpił mistrz przybyły z Moskwy (prawdopodobnie Osip Starcew). Pod jego kierunkiem wzniesiono ściany nawy obiektu oraz bębny przeznaczone dla pięciu kopuł, gdy południowa ściana soboru zawaliła się, niszcząc już istniejącą konstrukcję. Powodem katastrofy było wznoszenie świątyni na podmokłym gruncie. Prace budowlane podjęto jednak od nowa, w tym samym miejscu. Tym razem kierował nimi Jakow Buchwostow. Ukończona budowla należała do największych cerkwi prawosławnych ówczesnej Rosji (o 13 metrów przewyższała moskiewski sobór Zaśnięcia Matki Bożej). Grubość ścian cerkwi sięgała 2,4 metra. Budynek został zewnętrznie udekorowany rzeźbami i płaskorzeźbami z białego kamienia, z motywami roślinnymi oraz zwieńczony pięcioma kopułami. W czasie jednego z późniejszych remontów soboru zostały one pomalowane na złoto (centralna) oraz niebiesko z gwiazdami (boczne).
W 1698 sobór w Riazaniu był inspiracją dla Dorofieja Miakiszewa, architekta soboru Zaśnięcia Matki Bożej w Astrachaniu. W 1722 w soborze pochowano metropolitę riazańskiego i locum tenens Patriarchatu Moskiewskiego, Stefana (Jaworskiego).
W 1840 w sąsiedztwie cerkwi została wzniesiona 83-metrowa dzwonnica wybudowana według projektu architekta samouka, kupca z Riazania S. Worotiłowa, budowana przez 50 lat.
Po rewolucji październikowej sobór został odebrany prawosławnym. W czasie akcji konfiskaty kosztowności cerkiewnych w 1922 w świątyni przechowywane były przedmioty skonfiskowane przez władze z cerkwi eparchii riazańskiej. Następnie sobór pełnił funkcje muzealne. Od 1992 jest wspólnie administrowany przez eparchię riazańską oraz miejscowe muzeum. Nabożeństwa odbywają się w nim w okresie letnim.
We wnętrzu obiektu znajduje się wykonany na przełomie XVII i XVIII wieku czterorzędowy ikonostas z dekoracją rzeźbiarską S. Christoforowa oraz ikonami Nikołaja Sołomonowa. Szczególną czcią otaczane przez wiernych są dwie ikony Matki Bożej – Fiedotiewska Ikona Matki Bożej oraz Muromsko-Riazańska Ikona Matki Bożej.
Sobór jest widoczny z odległości 20 km.